# Fedor Mesinger
Fedor Mesinger (* 7. März 1933 in Sremska Mitrovica, Jugoslawien) ist ein serbischer Meteorologe.

## Leben
Er promovierte 1960 an der naturwissenschaftlich-mathematischen Fakultät der Universität Belgrad, wo er anschließend Meteorologie lehrte, ab 1980 als Ordentlicher Professor.
Sein Forschungsschwerpunkt war die Numerische Wettervorhersage. Gemeinsam mit Zaviša Janjić entwickelte er 1973 das Modell HIBU (Hydrometeorological Institute and Belgrade University) sowie das darauf aufbauende Modell ETA.
Forschungsaufenthalte im Ausland hatte er unter anderem am National Center for Atmospheric Research, an der University of California, Los Angeles, sowie an der TH Darmstadt.
Seit 1990 ist er Mitglied der Academia Europaea. Ab 1998 war er korrespondierendes Mitglied der Serbischen Akademie der Wissenschaften und Künste (SANU), seit 2000 ist er Vollmitglied der SANU. 2001 wurde er mit der Vilhelm Bjerknes Medal der European Geophysical Society ausgezeichnet.

## Veröffentlichungen (Auswahl)
- (mit Akio Arakawa): Numerical Methods Used in Atmospheric Models (PDF; 4,5 MB), in: GARP publications series, Nr. 17, 1976
- Forward-backward scheme, and its use in a limited area model, in: Contributions to atmospheric physics. A publication of the Deutsche Meteorologische Gesellschaft = Beiträge zur Physik der Atmosphäre (ISSN 0005-8173), Jg. 50.1977, S. 200–210
- (mit Nedeljka Mesinger): Has hail suppression in eastern Yugoslavia led to a reduction in the frequency of hail?, in: Journal of applied meteorology (ISSN 0021-8952), Jg. 31.1992, S. 104–111.
- Improvements in Quantitative Precipitation Forecasts with the Eta Regional Model at the National Centers for Environmental Prediction. The 48-km Upgrade, in: Bulletin of the American Meteorological Society (ISSN 0003-0007), Jg. 77.1996, S. 2637–2649.
- (als Herausgeber, mit André Berger und Đorđe Šijački): Climate Change. Inferences from Paleoclimate and Regional Aspects, 2012, ISBN 978-3709109724